# Rue Jean-Antoine-de-Baïf
La rue Jean-Antoine-de-Baïf est une voie du 13e arrondissement de Paris, en France.

## Situation et accès
La rue Jean-Antoine-de-Baïf est une voie publique située dans le 13e arrondissement de Paris. Elle débute au 13, quai Panhard-et-Levassor et se termine au 41, rue de la Croix-Jarry.
Le quartier est desservi par la ligne 14 et par la ligne C du RER à la station Bibliothèque François-Mitterrand.

## Origine du nom

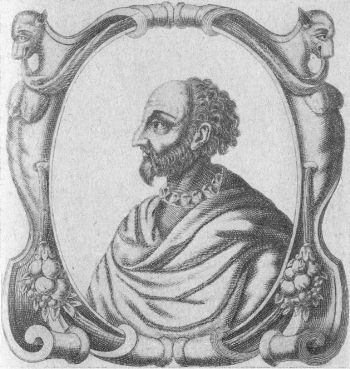
Jean-Antoine de Baïf.

Elle porte le nom du poète français, membre de la Pléiade, Jean Antoine de Baïf (1532-1589).

## Historique
Cette voie privée est créée dans le cadre de l'aménagement de la ZAC Tolbiac-Masséna, sous le nom provisoire de « voie BD/13 », et prend sa dénomination actuelle le 20 décembre 1988.
Par arrêté municipal en date du 24 juillet 2006, elle est ouverte à la circulation publique.

## Bâtiments remarquables et lieux de mémoire
- No 15 : Maison des initiatives étudiantes, gérée par la Mairie de Paris[1].